# Großer Hornkopf
Der Große Hornkopf ist mit einer Höhe von 3251 m ü. A. der dritthöchste Berg in der Schobergruppe und liegt Bezirk Spittal an der Drau (Kärnten). Er wurde erstmals am 28. Juli 1890 von Ludwig Purtscheller und Mathias Marcher bestiegen.

## Lage
Der Große Hornkopf liegt im Zentrum der Schobergruppe an der Gemeindegrenze zwischen Heiligenblut am Großglockner im Nordwesten und Großkirchheim im Südosten. Er befindet sich zwischen dem Kleinen Hornkopf im Südsüdwesten (3194 m ü. A.) und dem Kreuzkopf (3102 m ü. A.) im Nordosten, wobei Großer Hornkopf und Kreuzkopf durch die Hornscharte (2958 m ü. A.) getrennt werden. Darüber hinaus verfügt der Große Hornkopf über einen langen Nordwestgrat, der zur Elberfelder Hütte abbricht und einen Südostgrat, der ins Tal des Gradenbach abfällt. Zwischen dem Nordostgrat des Großen Hornkopfs sowie dem Kreuzkopf erstreckt sich das Hornkees, zudem ist der Bereich zwischen den Klammerköpfen sowie dem Kleinen und Großen Hornkopf vom Gössnitzkees bedeckt. Neben der Elberfelder Hütte besteht mit der südlich am Gradensee liegenden Adolf-Noßberger-Hütte eine weitere nahe gelegene Schutzhütte.

## Aufstiegsmöglichkeiten
Der Normalweg auf den Großen Hornkopf führt von Adolf-Noßberger-Hütte oder von der Elberfelder Hütte auf die Hornscharte. Da der Nordostgrat des Großen Hornkopfs an der Hornscharte steil abbricht, wird dieser durch kurzen Abstieg auf das Hornkees umgangen. Die Querung des Hornkees erfolgt am oberen Keesrand, wodurch man zu einer Schnee- und Firnrinne gelangt, die westlich der Grathöhe 3067 m ü. A. endet. Nach der Durchsteigung der Rinne erfolgt der Schlussanstieg am Nordostgrat (II+). Eine Variante für den Anstieg bietet der Übergang von der Klammerscharte und den Kleinen Hornkopf (III).